# Gorączka złota: rzeka skarbów
Gorączka złota: rzeka skarbów – serial dokumentalny nadawany w Polsce na kanale Discovery. Opowiada o losach górników wydobywających złoto.

## Bohaterowie[1]

### główni
- Dustin Hurt
- "Dakota" Fred Hurt
- Paul Richardson
- Wes Richardson
- Carlos Minor
- Rich Webster
- Casey Morgan

### drugoplanowi / dawni
- Jennifer Sheets
- Teresa Garcia

- Todd Hoffman
- Teresa Garcia Minor
- Zack Sheets
- Mary Wilcock
- Hudson Hoffman
- Danielle Miller
- Kayla Sheets
- Minnie Beets
- Tony Beets
- Darryl Hurt
- Dennis Jackson

## Sezony[1]

### Sezon 1
| Odcinki | Odcinki | Polski tytuł                   | Angielski tytuł              | Data emisji w Polsce | Data emisji w USA |
| ------- | ------- | ------------------------------ | ---------------------------- | -------------------- | ----------------- |
| 1       | 1       | W tym szaleństwie jest metoda? | Between Craziness & Insanity | 05.04.2018           | 19.01.2018        |
| 2       | 2       | Pierwsze złoto                 | First Gold                   | 12.04.2018           | 26.01.2018        |
| 3       | 3       |                                | Dredge Down                  | 19.04.2018           | 02.02.2018        |
| 4       | 4       | Batalia o złoto                | Boulder Battles              | 26.04.2018           | 16.02.2018        |
| 5       | 5       | Tsunami w głębi lądu           | Inland Tsunami               | 03.05.2018           | 23.02.2018        |
| 6       | 6       | Hipotermia                     | Hypothermia                  | 10.05.2018           | 02.03.2018        |
| 7       | 7       | Wstrząsy                       | The Graboid                  | 17.05.2018           | 15.03.2018        |
| 8       | 8       | Ostateczne starcie             | End of Days                  | 24.05.2018           | 22.03.2018        |
| 9       | 9       |                                | Hidden Depths                | 31.05.2018           | 23.03.2018        |

### Sezon 2
| Odcinki | Odcinki | Polski tytuł           | Angielski tytuł             | Data emisji w Polsce | Data emisji w USA |
| ------- | ------- | ---------------------- | --------------------------- | -------------------- | ----------------- |
| 10      | 1       | Odwet                  | The Dakota's Strike Back    | 28.03.2019           | 04.01.2019        |
| 11      | 2       | Ciężkie poparzenie     | Burned Alive                | 04.04.2019           | 11.01.2019        |
| 12      | 3       | Atak niedźwiedzi       | When Bears Attack           | 11.04.2019           | 18.01.2019        |
| 13      | 4       | Za blisko              | Too Close For Comfort       | 18.04.2019           | 25.01.2019        |
| 14      | 5       | Jest złoto!            | The Nugget Trap             | 25.04.2019           | 01.02.2019        |
| 15      | 6       | McKinley, mamy problem | McKinley, We Have A Problem | 02.05.2019           | 08.02.2019        |
| 16      | 7       | Poświęcenie i sabotaż  | Sacrifice & Sabotage        | 09.05.2019           | 15.02.2019        |
| 17      | 8       | Osuwisko               | Landslide                   | 16.05.2019           | 22.02.2019        |
| 18      | 9       | Niebezpieczeństwo      | The Widow Maker             | 23.05.2019           | 01.03.2019        |
| 19      | 10      | Złoto!                 | Gold Strike                 | 30.05.2019           | 08.03.2019        |

## Końcowe wyniki
| Sezon | Parcela | Ilość oz złota | Ilość gramów złota | Wartość złota |
| ----- | ------- | -------------- | ------------------ | ------------- |
| 1     | b.d.    | b.d.           | b.d.               | b.d.          |
| 2     | b.d.    | b.d.           | b.d.               | b.d.          |